# Principados do Danúbio

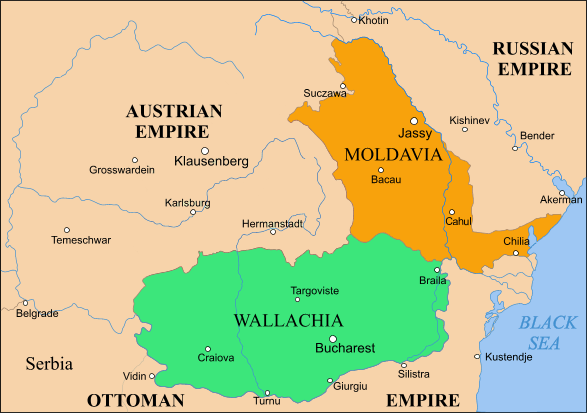
Os principados do Danúbio em meados do século XIX

Os Principados do Danúbio (em romeno: Principatele Dunărene) foi um nome convencional dado aos principados da Moldávia e da Valáquia, que surgiram no início do século XIV. O termo foi cunhado na Monarquia Habsburgo após o Tratado de Küçük-Kainarji (1774) para designar uma área do baixo Danúbio com uma situação geopolítica comum. O termo foi amplamente utilizado pelas relações exteriores, em seguida, nos círculos políticos e da opinião pública, até a união dos dois principados em 1859.
Juntamente com a Transilvânia, os Principados Unidos da Valáquia e Moldávia se tornaram a base para o Estado-nação romeno.